# Bussemakerhuis
Het Bussemakerhuis is een rijksmonument aan de Ennekerdijk 11 in het Twentse Borne in de Nederlandse provincie Overijssel.
Het Bussemakerhuis stamt uit 1655, toen het werd gebouwd als woning en handelshuis. De fabrikeur Jan Bussemaker verbouwde het in 1779 samen met zijn echtgenote Trijntje Hulshoff in zijn huidige vorm. Van hieruit bedreef de doopsgezinde Bussemaker zijn handel; hij voorzag de Twentse thuiswevers van garen en kocht hun linnen op om het in Holland door te verkopen. Samen met de textielfabrikant Salomon Jacob Spanjaard voorzagen zij de arme Bornse bevolking van werk en dus inkomen.
Nadat de laatste Bussemakers het huis hadden verlaten is het pand een langere periode verhuurd aan particulieren. In 1956 is de stichting Bussemakerhuis opgericht en werd eigenaar van het pand evenals van de klopjeshuizen in Borne. Het huis, met een klokgevel met zandstenen aanzetstukken is het enige bewaard gebleven fabrikeurshuis in Overijssel en grotendeels in de oorspronkelijke staat. Vanaf begin jaren '90 is het Bussemakerhuis als museum opengesteld voor publiek.